# 19:00の街
「19:00の街」（じゅうくじのまち）は、1983年1月25日に発売された野口五郎の43枚目のシングルである。

## 概要
表題曲は、野口自身が出演したMBS・TBS系テレビドラマ『誰かが私を愛してる』の主題歌として使用され、B面曲「誰かが私を愛してる」は挿入歌として使用された。
1979年7月の「女になって出直せよ」以来3年半振りに、オリコンチャートへ週間20位以内に入る久々のヒット曲となる。さらに「ザ・ベストテン」でも1980年6月の「コーラス・ライン」以来、9作品ぶりにランクインとなった。
同曲で1983年末に放送された「第34回NHK紅白歌合戦」へ、郷ひろみ・西城秀樹と一緒に第32回以来、2年振り通算11回目のカムバック出場を果たした。なお、西城が2018年5月16日に亡くなったため、「新御三家」が3人共に出場した最後の紅白となった。

## 収録曲
1. 19:00の街（3分41秒）
作詞：伊藤薫／作曲：筒美京平／編曲：川村栄二
2. 誰かが私を愛してる（3分40秒）
作詞：市川森一／作曲：筒美京平／編曲：川村栄二